# Seto (miasto)
Seto (jap. 瀬戸市 Seto-shi) – miasto w Japonii, w prefekturze Aichi, na wyspie Honsiu.

## Położenie
Miasto leży w północnej części prefektury.

## Historia
- 1889: W powiecie Higashikasugai powstała wioska Seto[1].
- 1892: Wioska zdobyła status miasteczka[1].
- 1 października 1929: Seto zdobyło status miasta[1].

## Populacja
Zmiany w populacji terenu miasta w latach 1970–2015:
| Rok  | Populacja |
| ---- | --------- |
| 1970 | 92 681    |
| 1975 | 112 569   |
| 1980 | 120 774   |
| 1985 | 124 623   |
| 1990 | 126 340   |
| 1995 | 129 393   |
| 2000 | 131 650   |
| 2005 | 131 925   |
| 2010 | 132 224   |
| 2015 | 129 046   |

## Miasta partnerskie

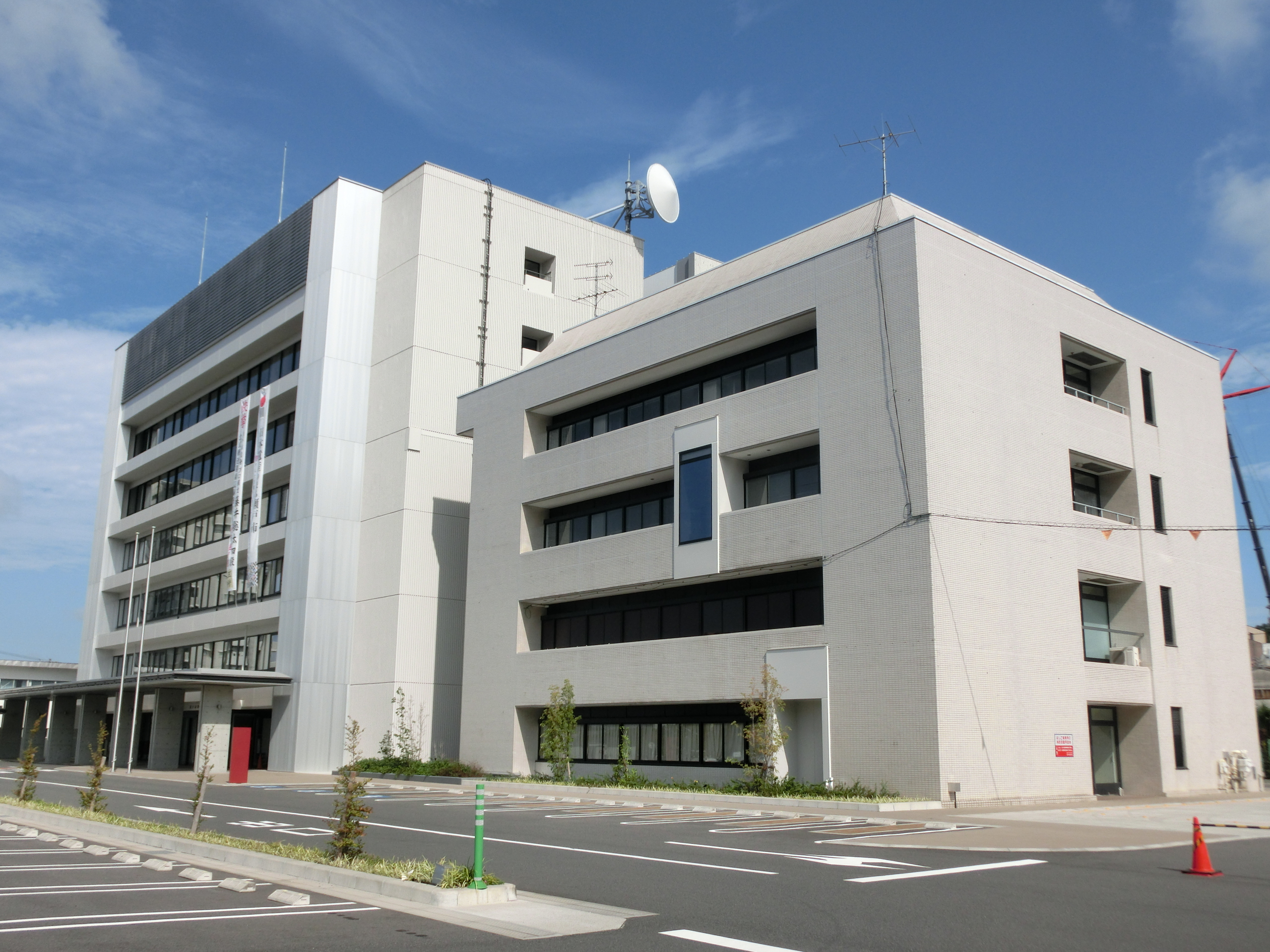
Urząd miasta Seto

- Francja: Limoges
- Tunezja: Nabul
- Chiny: Jingdezhen